# Toffa Cotonou Football Club
El Toffa es un equipo de fútbol de Benín que juega en la Tercera División de Benín, la tercera liga de fútbol en importancia en el país.

## Historia
Fue fundado en el año 1990 en la ciudad de Cotonú y su nombre es en homenaje al Rey Toffa de Benín. En la década de los años 1990s formaron parte de la Premier League de Benín, de la cual salieron campeones en 1995, aunque en 1996 fueron relegados a las ligas regionales por haber sido descalificados de la liga cuando habían clasificado a la fase final del campeonato, por lo que desde entonces han pasado entre las ligas regionales y el tercer nivel del país.
A nivel internacional han participado en un torneo continental, en la Copa Africana de Clubes Campeones 1996, en la cual fueron eliminados en la ronda preliminar por el Mighty Barrolle de Liberia.

## Palmarés
- Premier League de Benín: 1

1995

## Participación en competiciones de la CAF
| Temporada | Torneo                            | Ronda      | Club            | Casa | Visita | Global |
| --------- | --------------------------------- | ---------- | --------------- | ---- | ------ | ------ |
| 1996      | Copa Africana de Clubes Campeones | Preliminar | Mighty Barrolle | 0-0  | w.o.1  | 0-0    |

1- Toffa abandonó el torneo.